# Zwickauer SC
Der Zwickauer SC war ein deutscher Fußballverein aus Zwickau, der von 1902 bis 1949 existierte. Der Club agierte in der Meisterschaft des Gau Westsachsen.

## Verein
Der Zwickauer SC wurde im Jahr 1902 unter der Bezeichnung Zwickauer Sportclub gegründet. Der ZSC trat innerhalb des Verbandes Mitteldeutscher Ballspiel-Vereine in der Meisterschaft des Gau Westsachsen an. Größte Erfolge der Vereinsgeschichte war die vierfach gewonnene westsächsische Meisterschaft, in der sich Zwickau gegen Konkordia Plauen sowie dem VfB Glauchau durchsetzen konnte. In der Endrunde zur Mitteldeutschen Meisterschaft scheiterten die Westsachsen jeweils vorzeitig gegen die klar favorisierten Vereine des Chemnitzer BC 1899, VfB Leipzig, SpVgg 1899 Leipzig sowie Viktoria Zerbst.
In der Folgezeit spielte der Club im mitteldeutschen Fußball keine höherklassige Rolle mehr. Etwaige Teilnahmen an der 1933 eingeführten Gauliga Sachsen fanden nicht mehr statt. Der Verein spielte ab 1933 in der zweitklassigen Fußball-Bezirksklasse Plauen-Zwickau und fusionierte 1939 mit dem FC 02 Zwickau zur SG Zwickau.

## Statistik
- Teilnahme Endrunde VMBV: 1913/14, 1918/19, 1923/24, 1931/32